# 福伝寺 (八王子市)
福傳寺（ふくでんじ）は、東京都八王子市にある真言宗智山派の寺院。

## 歴史
天文年間（1532年 - 1555年）頃に開山された。子安神社（子安明神、子安社）の旧別当寺であった。現在は大木山清水寺のあった子安神社の隣に位置しているが、かつては現在の八王子駅南口に位置していた。
明治初期に本堂が倒壊し、1880年（明治13年）に現在地にあった「大木山清水寺」と合併し、移転した。
当寺は、かつて八王子三十三観音霊場第30番札所であった。戦後の八王子市による『八王子市史』編纂のときに初めて判明したもので、当寺もそれまで知らなかったという。

## 交通アクセス
- 八王子駅より徒歩5分。